# ENGI
ENGI Co., Ltd. (яп. 株式会社ENGI, Kabushiki-gaisha Engi), також відома як Entertainment Graphic Innovation, або Studio ENGI, — це японська анімаційна студія, заснована компаніями Kadokawa, Sammy Corporation і Ultra Super Pictures, а також є дочірньою компанією Kadokawa Corporation.

## Історія
4 квітня 2018 року Kadokawa заснувала ENGI, а Sammy та Ultra Super Pictures також інвестували в компанію. Вона розпочала роботу 1 червня 2018 року. Студія розташована в районі Суґінамі, Токіо. Колишній генеральний директор Qtec Тору Кадзіо обіймає посаду генерального директора нової компанії. До ради директорів входять Хіроші Хоріучі та Такесі Кікучі з Kadokawa, Шун'ічі Окабе з дочірньої компанії Kadokawa Glovision та Кен'ічі Токумура з Sammy.
ENGI — це анімаційна студія, яка переважно працює в аніме-індустрії для своїх акціонерів Kadokawa, Sammy та Ultra Super Pictures, займаючись, зокрема, телевізійними проєктами, ігровою анімацією, анімацією для пачінко та повнометражними фільмами. Студія відповідає за створення майбутнього аніме Kantai Collection та працює над анімованим коміксом Okamoto Kitchen..
25 березня 2020 року було оголошено, що ENGI відкрила другу студію — ENGI Kurashiki Studio у місті Курасікі, префектура Окаяма.

## Праця

### Телесеріали
| Назва                                                               | Режисер(и)                    | Початок випуску  | Кінець випуску  | Еп  | Нотатки | Прм    |
| ------------------------------------------------------------------- | ----------------------------- | ---------------- | --------------- | --- | --- | ------ |
| Kemono Michi: Rise Up                                               | Кадзуя Міура                  | 2 жовтня 2019    | 18 грудня 2019  | 12  | За мотивами манги, написаної Natsume Akatsuki.                                                                       | [ 9 ]  |
| Uzaki-chan Wants to Hang Out!                                       | Кадзуя Міура                  | 10 липня 2020    | 25 вересня 2020 | 12  | За мотивами манги, написаної Take.                                                                                   | [ 10 ] |
| Full Dive                                                           | Кадзуя Міура                  | 7 квітня 2021    | 23 червня 2021  | 12  | За мотивами ранобе, написаного Light Tuchihi.                                                                        | [ 11 ] |
| The Detective Is Already Dead                                       | Манабу Куріхара               | 4 липня 2021     | 19 вересня 2021 | 12  | За мотивами ранобе, написаного Nigojū.                                                                               | [ 12 ] |
| Trapped in a Dating Sim: The World of Otome Games Is Tough for Mobs | Кадзуя Міура Шін'ічі Фукумото | 3 квітня 2022    | 19 червня 2022  | 12  | За мотивами ранобе, написаного Yomu Mishima.                                                                         | [ 13 ] |
| Uzaki-chan Wants to Hang Out! ω                                     | Кадзуя Міура                  | 1 жовтня 2022    | 24 грудня 2022  | 13  | продовження Uzaki-chan Wants to Hang Out!.                                                                           | [ 14 ] |
| Management of a Novice Alchemist                                    | Хіроші Ікехата                | 3 жовтня 2022    | 19 грудня 2022  | 12  | За мотивами ранобе, написаного Mizuho Itsuki.                                                                        | [ 15 ] |
| Kantai Collection: Let's Meet at Sea                                | Кадзуя Міура                  | 4 листопада 2022 | 25 березня 2023 | 8   | За мотивами однойменної відеогри, розробленої C2 та Kadokawa Games і виданої DMM.com; продовження Kantai Collection. | [ 16 ] |
| Our Dating Story: The Experienced You and the Inexperienced Me      | Хідеакі Оба                   | 6 жовтня 2023    | 22 грудня 2023  | 12  | За мотивами ранобе, написаного Makiko Nagaoka.                                                                       | [ 17 ] |
| Unnamed Memory                                                      | Кадзуя Міура                  | 9 квітня 2024    | TBA             | TBA | За мотивами ранобе, написаного Kuji Furumiya.                                                                        | [ 18 ] |
| Medalist                                                            | Ясутака Ямамото               | 5 січня 2025     | TBA             | TBA | За мотивами манги, написаної Tsurumaikada.                                                                           | [ 19 ] |

### ONA
| Назва          | Режисер(и)     | Дати випуску                   | Еп | Прм    |
| -------------- | -------------- | ------------------------------ | -- | ------ |
| Odekake Kozame | Маріна Макі    | 1 серпня 2023 — 10 травня 2024 | 60 | [ 20 ] |
| Gamera Rebirth | Хіроюкі Сешіта | 7 вересня 2023                 | 6  | [ 21 ] |